# (4142) Dersu-Uzala
(4142) Dersu-Uzala ist ein die Marsbahn kreuzender Hauptgürtelasteroid, der am 28. Mai 1981 von der tschechischen Astronomin Zdeňka Vávrová am Kleť-Observatorium in Tschechien entdeckt wurde.
Der Asteroid wurde nach dem Nanai-Waldläufer Dersu Usala benannt, der durch Wladimir Arsenjews Reisebericht Dersu Usala, der Taigajäger und Akira Kurosawas darauf basierenden Spielfilm Dersu Uzala bekannt wurde.